# 氟化亚铁
氟化亚铁为铁的一种氟化物，化学式为FeF2。它的无水物和水合物都是白色晶体。

## 结构和成键
无水FeF2是金红石结构的。其中的铁离子是八面体形结构，而氟离子则是平面三角形结构的。
四水氟化亚铁有两种同质异形体，一种是扭曲菱面体结构，另一种则是六边形结构。
和大多数氟化物一样，氟化亚铁的无水物和水合物都有高自旋的金属中心。低温中子衍射显示FeF2呈反铁磁性。

## 物理性质
FeF2在958至1178 K下昇華。通过扭转法和Knudsen的方法，氟化亚铁的昇华热被实验确定为 271 ± 2 kJ mole−1。
氟化亚铁的以下反应用于计算Fe+的原子化能：
FeF2 + e  →   Fe+ +  F2（或2F）  +  2e

## 制备和反应
无水氟化亚铁可以由氯化亚铁和无水氟化氢反应而成。它微溶于水（25 °C下的溶度积 Ksp = 2.36×10−6）和稀氢氟酸，产生浅绿色溶液。它不溶于有机溶剂。
氟化亚铁的四水合物则可以通过铁和温热氢氟酸反应，并通过添加乙醇产生沉淀而成。它在潮湿空气中氧化产生三氟化铁水合物 (FeF3)2·9H2O。

## 用处
FeF2可用作某些有机反应的催化剂。它也是合成其它铁(II)化合物的前体。